# Himation
L’himation (en grec ancien ἱμάτιον / himátion) est un vêtement drapé de la Grèce antique. 
Il est ample et enveloppant comme une sorte de châle. Il se porte à même le corps ou sur un chiton. Il se drape ou s'enroule sur une épaule et ne comporte pas d'attache à la différence de la chlamyde.
L'himation était à la fin de la République romaine le manteau habituel des Romains, car il était plus pratique que la lourde et encombrante toge ; les Romains lui ont donné le nom de pallium. 

## Exemples de représentations antiques de l'himation

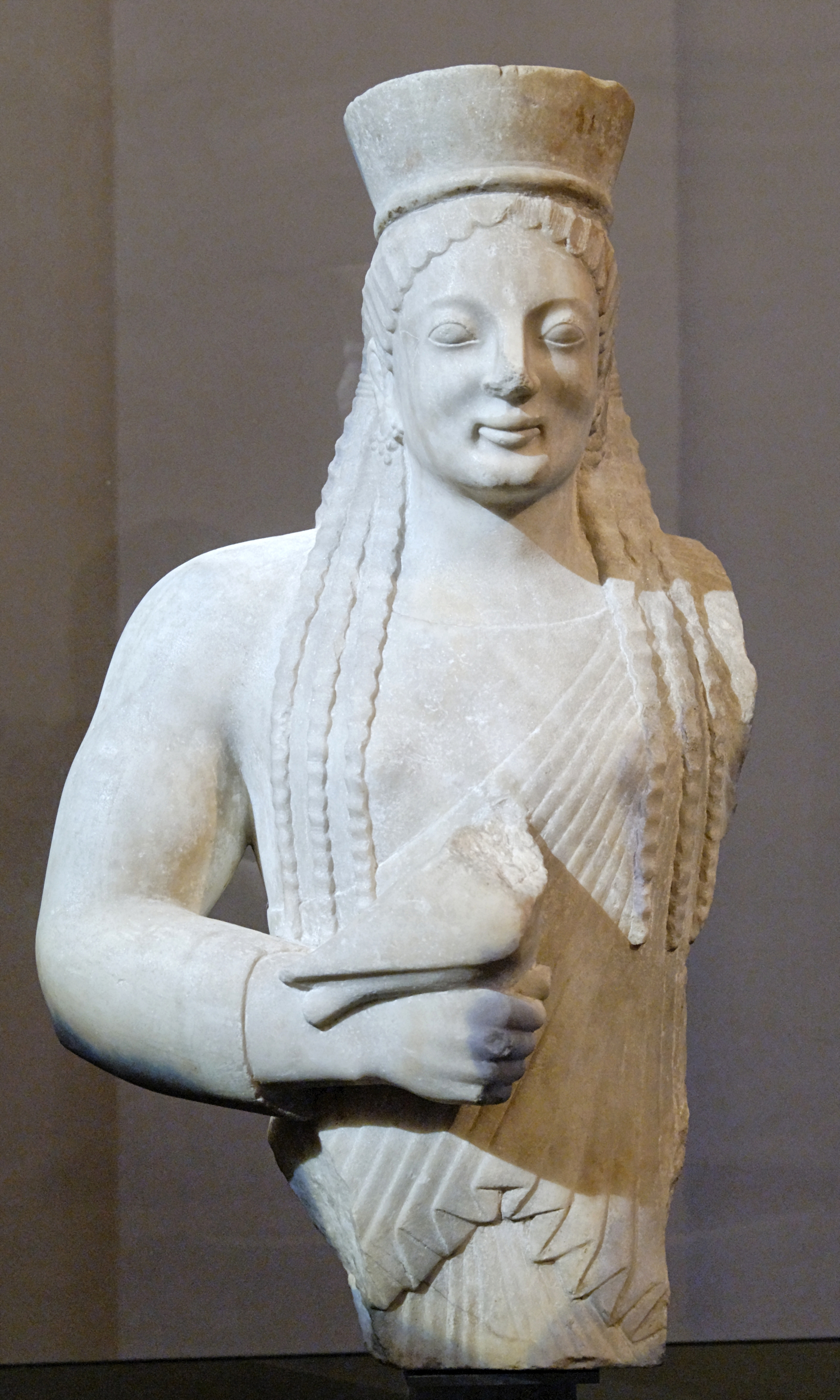
Himation porté en diagonale. Coré de Lyon, vers -550/-540
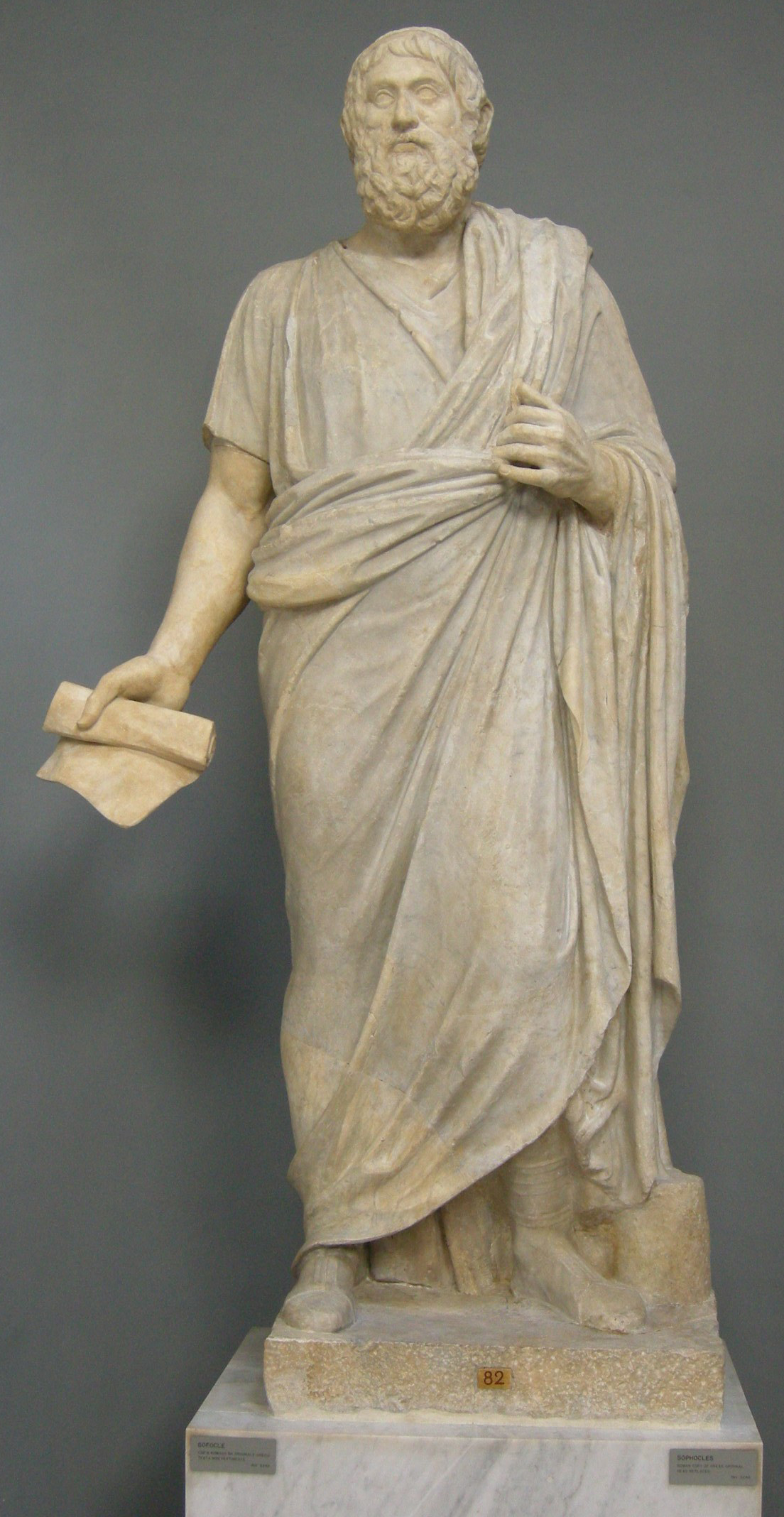
Statue de Sophocle, drapé dans un himation.
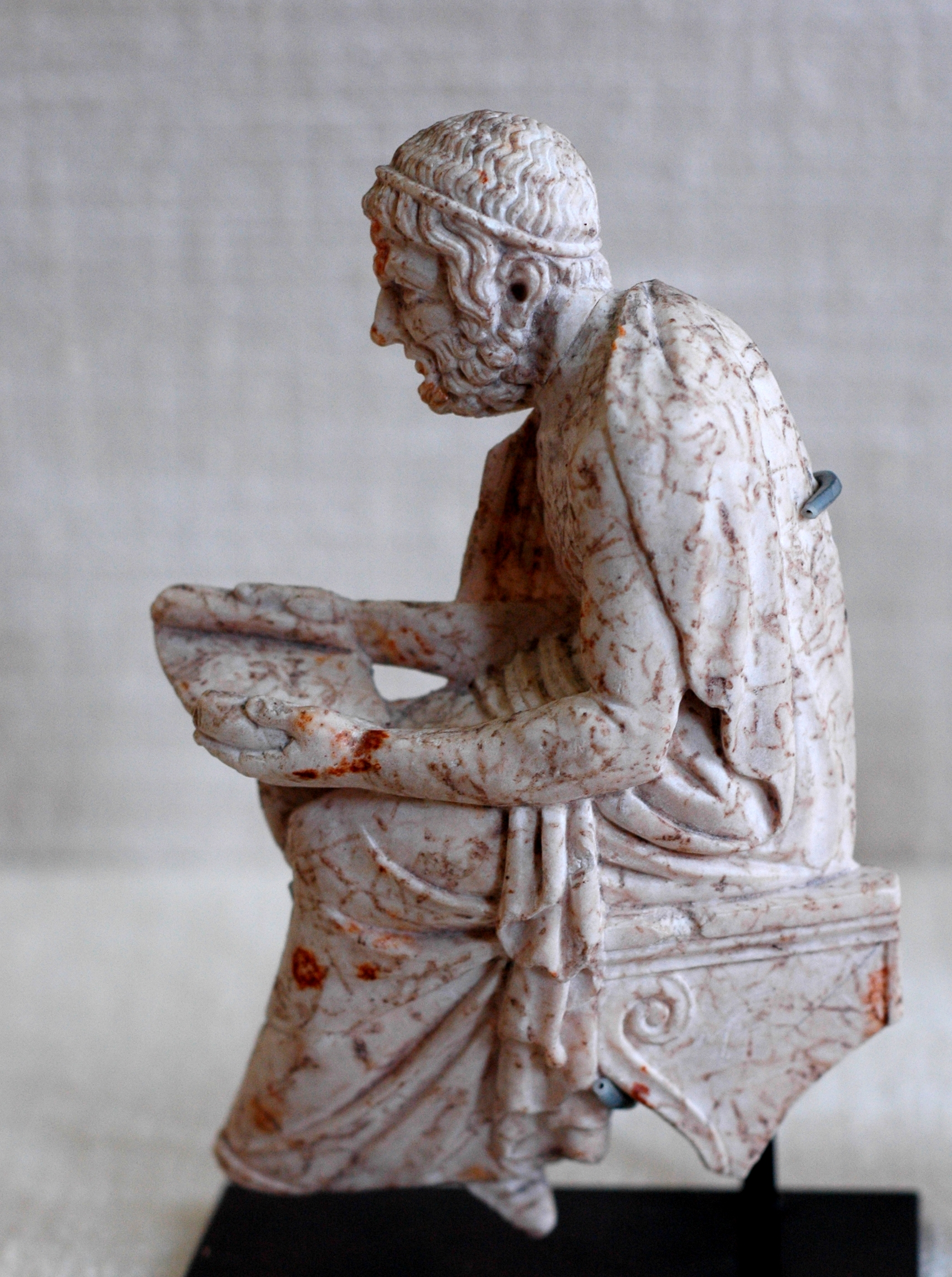
Un lecteur drapé dans un himation (époque hellenistique).
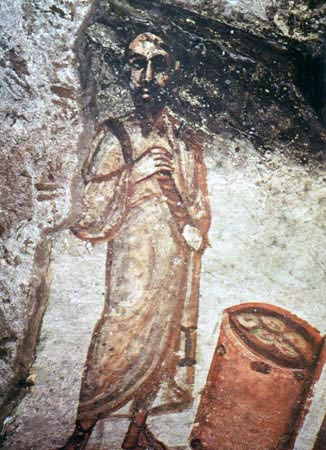
Saint Paul revêtu de l'himation ou pallium devenu le manteau des philosophes.